# Arandon-Passins
Arandon-Passins község Franciaország Auvergne-Rhône-Alpes régiójában, Isère  megyében. Új községként 2017. január 1-jén jött létre Arandon és Passins község egyesítésével. A korábbi községek egyesülésekor az új község lélekszáma 1785 fő lett. Lakosainak száma 1858 fő (2022. január 1.).

## Népesség
| Lakosok száma | 1791 | 1809 | 1828 | 1851 | 1873 | 1861 | 1858 |
|               | 2015 | 2017 | 2018 | 2019 | 2020 | 2021 | 2022 |